# Municipio de Illiopolis
El municipio de Illiopolis (en inglés: Illiopolis Township) es un municipio ubicado en el condado de Sangamon en el estado estadounidense de Illinois. En el año 2010 tenía una población de 1314 habitantes y una densidad poblacional de 14,92 personas por km².

## Geografía
Según la Oficina del Censo de los Estados Unidos, el municipio tiene una superficie total de 88.09 km², de la cual 88,09 km² corresponden a tierra firme y (0 %) 0 km² es agua.

## Demografía
Según el censo de 2010, había 1314 personas residiendo en el municipio de Illiopolis. La densidad de población era de 14,92 hab./km². De los 1314 habitantes, el municipio de Illiopolis estaba compuesto por el 98,55 % blancos, el 0,38 % eran afroamericanos, el 0,08 % eran amerindios, el 0,08 % eran de otras razas y el 0,91 % eran de una mezcla de razas. Del total de la población el 0,99 % eran hispanos o latinos de cualquier raza.